# Empidonax
Empidonax là một chi chim trong họ Tyrannidae.

## Các loài
- Empidonax affinis
  - E. a. affinis, bairdi, pulverius, trepidus ha vigensis,
- Empidonax albigularis
  - E. a. albigularis, australis ha timidus,
- Empidonax alnorum,
- Empidonax atriceps,
- Empidonax difficilis
  - E. d. cineritius, difficilis hag insulicola,
- Empidonax flavescens
  - E. f. flavescens, imperturbatus ha salvini,
- Empidonax flaviventris,
- Empidonax fulvifrons
  - E. f. brodkorbi, fulvifrons, fusciceps, inexpectatus, pygmaeus ha rubicundus,
- Empidonax hammondii,
- Empidonax minimus,
- Empidonax oberholseri,
- Empidonax occidentalis
  - E. o. hellmayri hag occidentalis,
- Empidonax traillii
  - E. t. adastus, brewsteri, extimus ha traillii,
- Empidonax virescens,
- Empidonax wrightii.

## Hình ảnh

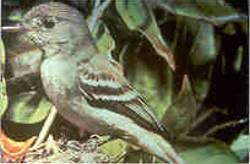
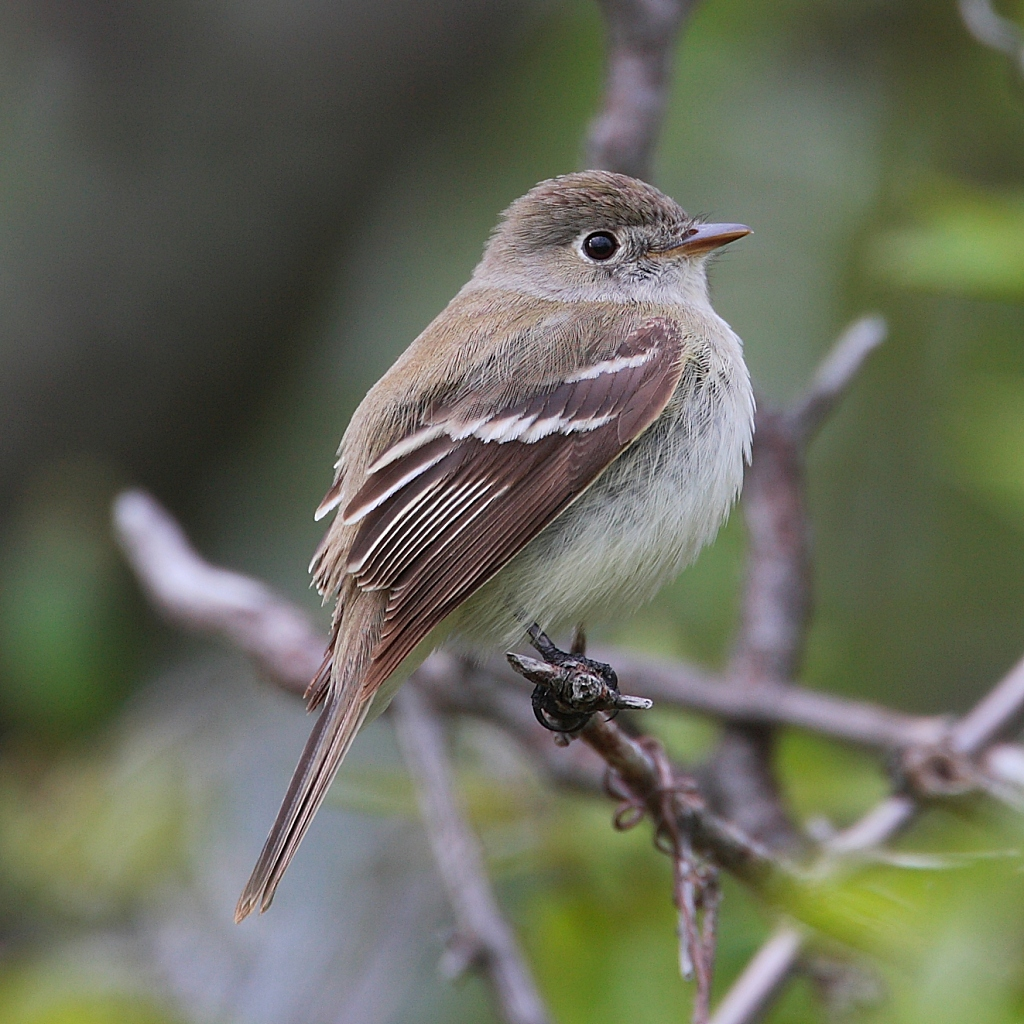
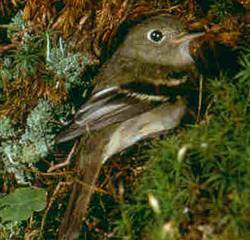